# Sebastian Schnülle

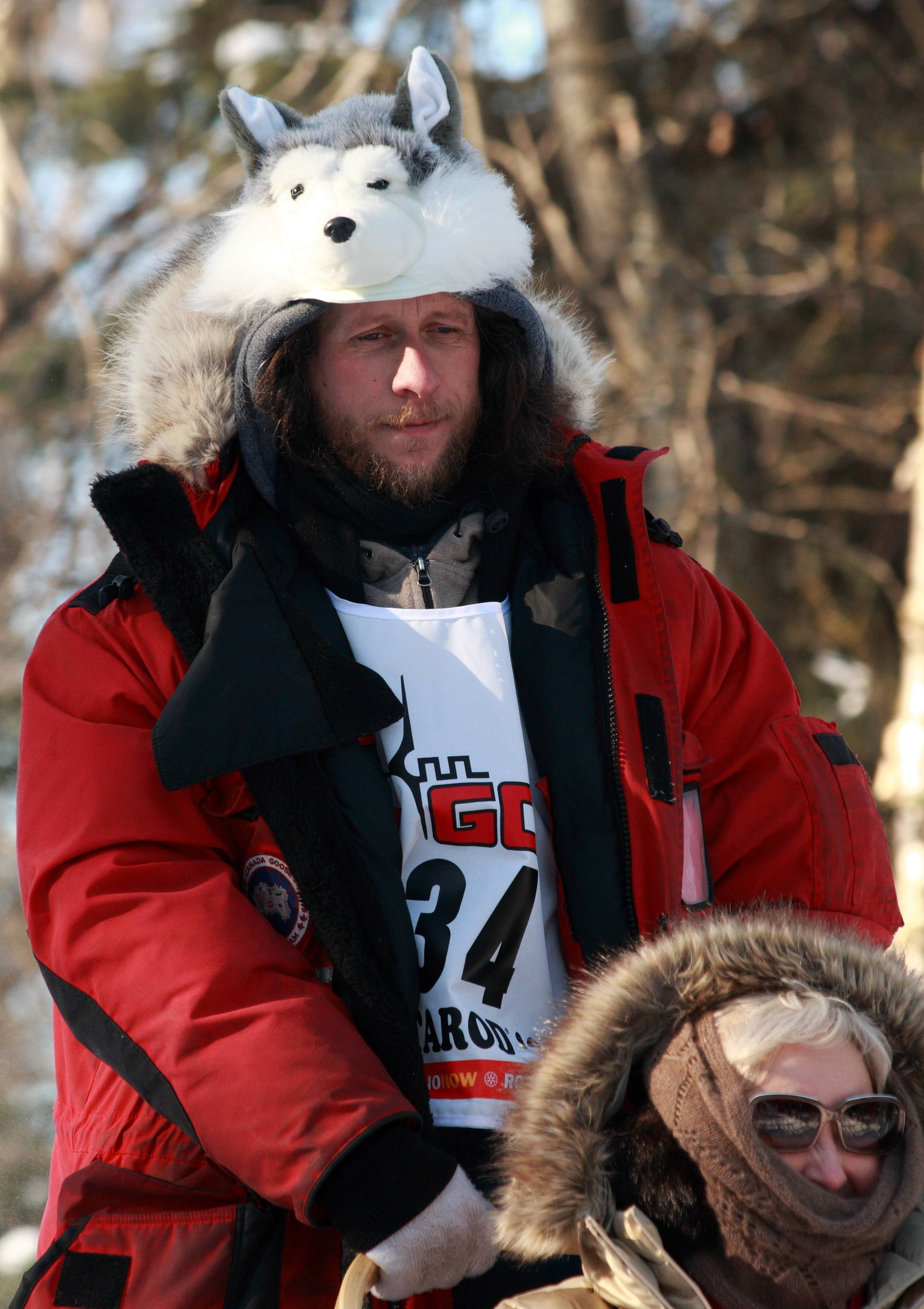
Sebastian Schnülle

Sebastian Schnülle (* 21. Mai 1970 in Wuppertal) ist ein deutscher Musher, der seine aktive Rennsportkarriere im Jahr 2011 beendete. 
Er stammt aus Wuppertal, wuchs in Friedeburg in Ostfriesland auf, bis er 1996 zuerst nach Ontario, dann nach Yukon, Kanada, auswanderte. 
Sein Debüt bei den prominentesten Hundeschlittenrennen gab er 1999. Seit 2005 nimmt er sowohl am Yukon Quest als auch am Iditarod teil. Den Yukon Quest konnte er 2009 gewinnen. Im gleichen Jahr belegte er beim Iditarod den zweiten Platz hinter Lance Mackey. 
Im Winter arbeitet er in seinem Unternehmen Blue Kennels in Whitehorse, Yukon. Im Sommer arbeitet er in Juneau, Alaska.